# Новосельская волость
Новосельская волость — административно-территориальная единица 3-го уровня и муниципальное образование со статусом сельского поселения в Струго-Красненском районе Псковской области России.
Административный центр — село Новоселье.

## География
Территория волости граничит на севере с городским поселением Струги-Красные и Марьинской волостью (по реке Сёлкинская Речка), на северо-западе — с Гдовским районом, на западе и юге — с Псковским районом, на востоке — через бывшую Хрединскую волость — с Плюсским и Порховским районами Псковской области и Новгородской областью.

## Население
| 2002  | 2010  | 2012  | 2013  | 2014  | 2015  | 2016  |
| ----- | ----- | ----- | ----- | ----- | ----- | ----- |
| 1816  | ↘1427 | ↘1334 | ↘1246 | ↘1167 | ↘1130 | ↗2365 |
| 2017  | 2018  | 2019  | 2020  | 2021  |       |       |
| ↘2288 | ↘2194 | ↘2105 | ↘2049 | ↗2272 |       |       |

Суммарная численность населения Новосельской волости и присоединённых к ней Хрединской и Цапельской волостей, по состоянию на 1 января 2015 года составляет 2469 человек.

## Населённые пункты
В состав волости с апреля 2015 года входят 99 населённых пунктов, в том числе 1 село (Новоселье) и 98 деревень:
| №  | Населённый пункт                 | Тип     | Население |
| -- | -------------------------------- | ------- | --------- |
| 1  | Новоселье                        | село    | ↗690      |
| 2  | Алексеевка                       | деревня | ↘3        |
| 3  | Бабкино                          | деревня | ↗16       |
| 4  | Бородкино                        | деревня | ↗9        |
| 5  | Босницы                          | деревня | ↗54       |
| 6  | Вейтлус                          | деревня | ↗131      |
| 7  | Велени                           | деревня | ↘41       |
| 8  | Всини                            | деревня | ↘10       |
| 9  | Гмырино                          | деревня | ↘13       |
| 10 | Горбы                            | деревня | ↗14       |
| 11 | Гористо                          | деревня | ↗10       |
| 12 | Горки                            | деревня | ↗2        |
| 13 | Горское Лесничество              | деревня | ↗30       |
| 14 | Дворьково                        | деревня | ↗12       |
| 15 | Демяховщина                      | деревня | ↗61       |
| 16 | Дертины                          | деревня | ↗40       |
| 17 | Дулова Гора                      | деревня | ↘7        |
| 18 | Жабенец                          | деревня | ↗47       |
| 19 | Жеглицы                          | деревня | ↗3        |
| 20 | Жуковичи                         | деревня | ↗24       |
| 21 | Заборье                          | деревня | ↘8        |
| 22 | Заклинье                         | деревня | →0        |
| 23 | Залазы                           | деревня | ↗51       |
| 24 | Замошье                          | деревня | ↗62       |
| 25 | Замушки                          | деревня | ↗1        |
| 26 | Заозерье                         | деревня | →3        |
| 27 | Заполье                          | деревня | ↗155      |
| 28 | Запорово                         | деревня | ↗14       |
| 29 | Засеки                           | деревня | ↗16       |
| 30 | Захолустье                       | деревня | →0        |
| 31 | Збуд                             | деревня | →3        |
| 32 | Ивановщина                       | деревня | ↗1        |
| 33 | Катежно                          | деревня | ↗126      |
| 34 | Кебско                           | деревня | ↗55       |
| 35 | Княжицы                          | деревня | ↘28       |
| 36 | Комарино                         | деревня | ↗20       |
| 37 | Коты                             | деревня | →0        |
| 38 | Кочерицы                         | деревня | ↘6        |
| 39 | Красная Горка                    | деревня | ↘30       |
| 40 | Ксти                             | деревня | →19       |
| 41 | Кубасово                         | деревня | →4        |
| 42 | Кузнецово                        | деревня | →3        |
| 43 | Лазуни                           | деревня | ↗19       |
| 44 | Лапино                           | деревня | ↗45       |
| 45 | Лежно                            | деревня | ↘14       |
| 46 | Липно                            | деревня | ↗36       |
| 47 | Лудони                           | деревня | ↗381      |
| 48 | Мараморочка                      | деревня | ↗24       |
| 49 | Маяково                          | деревня | ↗72       |
| 50 | Могутово                         | деревня | ↗38       |
| 51 | Молоди                           | деревня | ↗195      |
| 52 | Моложане                         | деревня | ↘14       |
| 53 | Мурово                           | деревня | ↘0        |
| 54 | Негино                           | деревня | ↗3        |
| 55 | Новоселье                        | деревня | ↗46       |
| 56 | Новые Поляны                     | деревня | ↘0        |
| 57 | Озерово                          | деревня | ↗14       |
| 58 | Павлово                          | деревня | ↗6        |
| 59 | Палицы                           | деревня | ↗54       |
| 60 | Пахомово                         | деревня | ↗6        |
| 61 | Первенец                         | деревня | ↗14       |
| 62 | Пески                            | деревня | ↘2        |
| 63 | Печёново                         | деревня | →0        |
| 64 | Плёсково                         | деревня | ↗3        |
| 65 | Подборовье                       | деревня | ↗9        |
| 66 | Подвязье                         | деревня | ↗3        |
| 67 | Подложье                         | деревня | ↗58       |
| 68 | Полоски                          | деревня | ↗37       |
| 69 | Поречье                          | деревня | ↗2        |
| 70 | Поречье                          | деревня | →4        |
| 71 | Поречье                          | деревня | ↘7        |
| 72 | Посткино                         | деревня | ↗9        |
| 73 | Радежа                           | деревня | ↗48       |
| 74 | Раменье                          | деревня | →2        |
| 75 | Речки                            | деревня | ↗8        |
| 76 | Ротный Двор                      | деревня | ↗118      |
| 77 | Рубежок                          | деревня | ↗5        |
| 78 | Сверётово                        | деревня | ↘14       |
| 79 | Серебрено                        | деревня | →0        |
| 80 | Середка                          | деревня | →5        |
| 81 | Слезово                          | деревня | ↗2        |
| 82 | Собино                           | деревня | ↗7        |
| 83 | Соседно                          | деревня | ↗23       |
| 84 | Старище                          | деревня | ↗5        |
| 85 | Старково                         | деревня | ↘2        |
| 86 | Строитель                        | деревня | ↗7        |
| 87 | Теребуни                         | деревня | ↗21       |
| 88 | Турея                            | деревня | ↘4        |
| 89 | Углы                             | деревня | ↗41       |
| 90 | Феофилова Пустынь (б. Николаево) | деревня | ↗19       |
| 91 | Хредино                          | деревня | ↗246      |
| 92 | Цапелька                         | деревня | ↗290      |
| 93 | Церковщина                       | деревня | →0        |
| 94 | Череменка                        | деревня | →2        |
| 95 | Шабаново                         | деревня | ↗1        |
| 96 | Щегли                            | деревня | ↗11       |
| 97 | Ширск                            | деревня | ↗28       |
| 98 | Ягодно                           | деревня | ↘15       |
| 99 | Яковлево                         | деревня | ↘1        |

В перечень не входит исчезнувшая деревня Медянка (иногда именуемая Медяна). В старинных документах отыскивается не менее пяти участников Первой мировой войны из этой деревни.

## История
Территория современной волости в 1927 году вошла в Новосельский район в виде ряда сельсоветов, в том числе Новосельского сельсовета.
В ноябре 1928 года Великопольский сельсовет был присоединён к Моложанскому, Лаптевский — к Квашеногорскому и Могутовскому, Лющицкий — к Кубасовскому и Моложанскому, Пожеговский — к Соседненскому, Смехновский — к Могутовскому. Поречский сельсовет был переименован в Заклинский. В марте 1929 года Кубасовский сельсовет был переименован в Степановский. В феврале 1931 года Пустопержский сельсовет был переименован в Леннерский. С 1 января 1932 до 15 февраля 1935 года все сельсоветы Новосельского района временно были переданы в Стругокрасненский район, затем Новосельский район был восстановлен в прежнем составе.
Указом Президиума Верховного Совета РСФСР от 16 июня 1954 года Заклинский сельсовет был присоединён к Квашеногорскому, Палицкий — к Молодейскому, Соседненский и Степановский — к Моложанскому, Жабенецкий — к Цапельскому.
Указом Президиума Верховного Совета РСФСР от 14 января 1958 года Новосельский район был снова упразднён и все его сельсоветы вновь были переданы в Струго-Красненский район.
Решением Псковского облисполкома от 3 января 1959 года Квашеногорский сельсовет был включён в Новосельский сельсовет, Катежинский — в Цапельский.
Решением Псковского облисполкома от 26 октября 1959 года Горбовский сельсовет был включён в Хрединский сельсовет; Моложанский сельсовет был передан в Новосельский и Молодейский сельсоветы.
Постановлением Псковского областного Собрания депутатов от 26 января 1995 года все сельсоветы в Псковской области были переименованы в волости, в том числе Новосельский сельсовет был превращён в Новосельскую волость.
Законом Псковской области от 28 февраля 2005 года была упразднена Молодейская волость и включена в новосозданное муниципальное образование Новосельская волость со статусом сельского поселения с 1 января 2006 года в составе муниципального образования Струго-Красненский район со статусом муниципального района.
В состав Новосельской волости с января 2006 года до апреля 2015 года входило 52 населённых пункта, в том числе 1 село — Новоселье — и 51 деревня: Вейтлус, Демяховщина, Заклинье, Замошье, Заполье, Ивановщина, Кебско, Княжицы, Красная Горка, Ксти, Кузнецово, Лапино, Липно, Могутово, Моложане, Мурово, Новоселье, Пахомово, Плёсково, Первенец, Подборовье, Поречье, Посткино, Радежа, Серебрено, Середка, Собино, Соседно, Щегли, Яковлево, Заозерье, Дулова Гора, Жеглицы, Жуковичи, Засеки, Запорово, Захолустье, Кубасово, Коты, Молоди, Новые Поляны, Палицы, Пески, Подвязье, Поречье, Речки, Старково, Углы, Церковщина, Воскресенщина.
Законом Псковской области от 30 марта 2015 года в состав Новосельской волости в апреле 2015 года были включены две упразднённые Хрединская и Цапельская волости.